# False Creek
False Creek (englisch wörtlich für „Falscher Bach“ oder „Falscher Priel“) ist ein schmaler, rund zwei Kilometer langer Meeresarm in der kanadischen Stadt Vancouver. Er trennt das Stadtzentrum vom übrigen auf der Burrard-Halbinsel gelegenen Stadtgebiet und wird von drei Brücken überspannt, der Burrard Street Bridge, der Granville Street Bridge und der Cambie Bridge. Außerdem unterquert zwischen Granville Street Bridge und Cambie Bridge in einem Tunnel die Canada Line die Bucht. Im westlichen Teil liegt die kleine Halbinsel Granville Island.
Auf dem False Creek verkehren kleine Personenfähren. Die von den privaten Firmen False Creek Ferries und Aquabus Ferries betriebenen Strecken verbinden neun verschiedene Anlegestellen in einem fahrplanmäßigen Betrieb.

## Geschichte
Seinen Namen erhielt der Meeresarm 1859 durch Kapitän George Henry Richards während seiner Reise mit der HMS Plumper, als er hydrografische Untersuchungen durchführte. Während des Ersten Weltkriegs wurde der östlichste Teil, der 1,5 km weit bis zum Clarke Drive reichte, durch die Bahngesellschaften Great Northern Railway und Canadian Northern Railway aufgefüllt, um Platz für Eisenbahnanlagen zu schaffen. In den 1950er Jahren existierten Pläne, den Meeresarm bis zur Granville Street aufzufüllen, was jedoch nie umgesetzt wurde. Bis zu jener Zeit war False Creek das industrielle Zentrum Vancouvers. Am Ufer standen zahlreiche Sägewerke, Hafenanlagen und der Bahnhof Pacific Central.

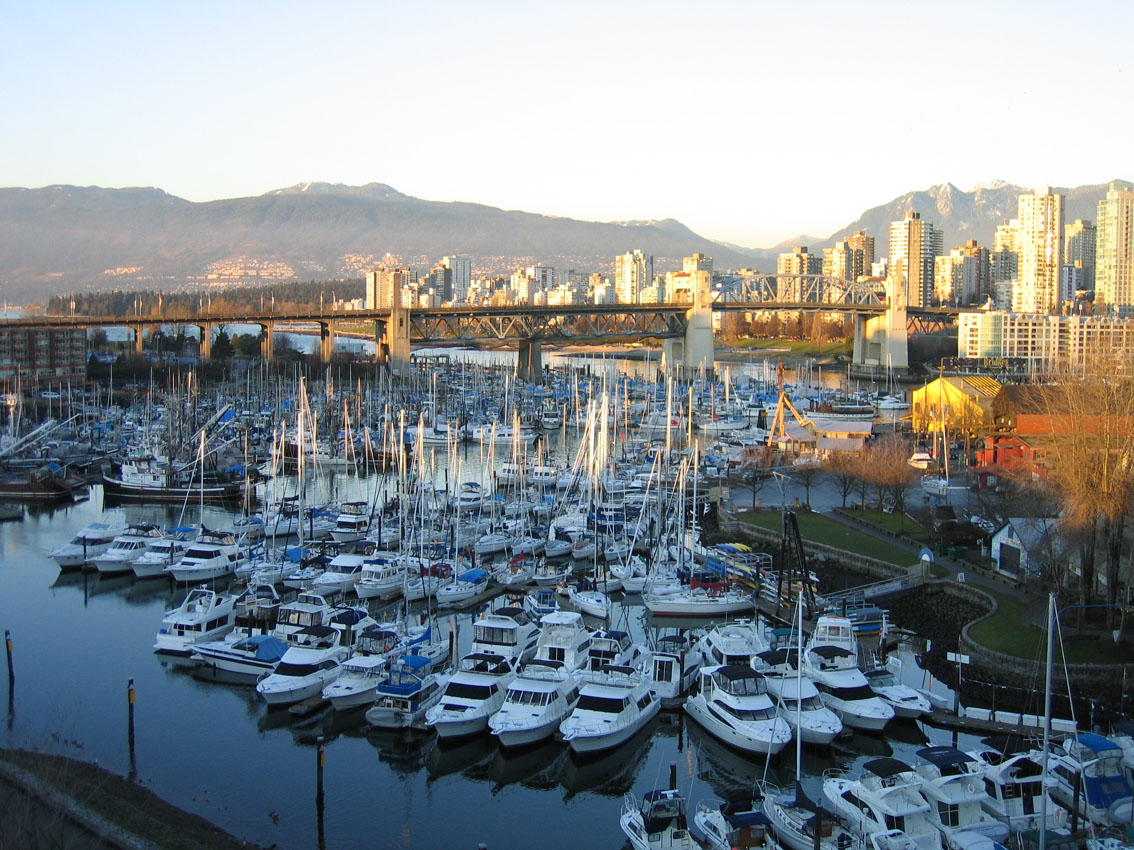
Bootshafen vor der Granville Street Bridge

Als die Industrie in andere Gebiete wegzog, zerfiel die Gegend um den False Creek langsam. In den 1970er Jahren begann ein Stadtentwicklungsprogramm. Die brachliegenden Industriegebiete am Südufer wurden in gemischte Wohn- und Geschäftszonen umgewandelt. Ein weiterer Entwicklungsschub folgte in den 1980er Jahren, als rund um den Meeresarm zahlreiche Gebäude für die Weltausstellung Expo 86 entstanden, darunter das Plaza of Nations und Science World. Seither wurde auch das Nordufer in eine dicht besiedelte Wohnzone mit rund 50.000 Einwohnern umgewandelt.
Das zum damaligen Zeitpunkt sehr heruntergekommene Gebiet rund um den südöstlichen Teil wurde für die Olympischen Winterspiele 2010 renoviert und es entstand dort eins der beiden olympischen Dörfer.

## Sport
Am False Creek befinden sich zwei der größten Sportarenen Vancouvers, darunter Rogers Arena und BC Place Stadium. Die Straßen rund um den Fjord waren bis 2004 auch mehrmals Schauplatz von Champ-Car-Rennen. Jeden Juni ist False Creek Austragungsort des kanadischen Drachenboot-Festivals.